# Vadocondes
Vadocondes è un comune spagnolo di 374 abitanti situato nella comunità autonoma di Castiglia e León.